# Georges-Louis Leblois
Pour les articles homonymes, voir Leblois.
Georges-Louis Leblois, né le 21 juin 1825 et mort le 7 janvier 1898 à Strasbourg est un pasteur protestant libéral et écrivain français,

## Biographie
Fils de Claude Leblois et de Salomé Caroline Bauman, pasteur luthérien et écrivain français. Il exerce son ministère au temple Neuf de Strasbourg de 1853 à 1897 et est président du consistoire de l'Église protestante de la Confession d'Augsbourg d'Alsace et de Lorraine de cette ville (1867-1895). Il se distingue notamment par sa résistance à l'occupation prussienne (1871-1914). Celle-ci prend la forme entre autres du refus de pratiquer la langue de l'occupant à l'occasion du culte.
Considéré comme le représentant d'une des branches les plus libérales du protestantisme, il adopte des positions théologiques proches du déisme. Il entretient au cours de sa vie une correspondance suivie avec de nombreux grands intellectuels de son temps : George Sand, Jules Michelet, la féministe Caroline de Barrau de Muratel...
Il est le chef de file d'un libéralisme radical, marqué par le rationalisme et hostile aux miracles contenus dans la Bible. Frappé par le désaccord qui règne entre la science et la religion, il cherche à contribuer à leur réconciliation. Il enseigne que la religion doit progresser avec l'humanité en lui donnant pour base la vérité scientifique et ne ressent pas l'absoluité du christianisme. Il tourne son attention vers toutes les grandes formes de religion qui existent en dehors du christianisme. Certaines de ses affirmations vont ainsi à l'encontre des affirmations théologiques traditionnelles. En 1855, une série de brochures qui nient la divinité de Jésus-Christ lui valut une réprimande du Directoire. Entre 1855 et 1870, son formulaire du baptême et son manuel d'instruction religieuse suscitent de multiples doléances. Il représente jusqu'à sa mort l'aile radicale du courant libéral et est un précurseur de l'école d'histoire des religions.
Il est également été un des précurseurs de l'incinération. Strasbourg, sous son impulsion, est une des premières villes de France à se doter d’un crématorium en 1922. Il meurt alors que Strasbourg est encore allemande et est incinéré au crématorium du Père-Lachaise à Paris.
Le boulevard Leblois à Strasbourg, dans le quartier des facultés, porte son nom.
Il est le père de l'avocat Louis Leblois, figure de l'affaire Dreyfus, de Paul Leblois et de Louise-Amélie Leblois, première femme docteur ès-sciences en France.

## Œuvres
- Les Prières pour les différents âges et les différentes circonstances de la vie, Strasbourg, 1864
- Les Bibles et les initiateurs religieux de l'humanité. Livre premier. Paris, Librairie Fischbacher, 1883
- Les Bibles et les initiateurs religieux de l'humanité. Livre troisième : Extraits des écritures saintes de la Chine, de la Perse, de l'Égypte, de l'Assyrie et de la Chaldée, de l'Inde et de l'Asie orientale. Paris, Librairie Fischbacher, 1885
- Les Bibles et les initiateurs religieux de l'humanité. Livre quatrième : L'origine des Livres sacrés au sein du "Paganisme". Légende et Histoire. Paris, Librairie Fischbacher, 1886
- Les Bibles et les initiateurs religieux de l'humanité. Livre cinquième : Le Koran et la Bible hébraïque. Paris, Librairie Fischbacher, 1887
- Nous reverrons-nous après la mort ? Paris, Le Vasseur & Cie. 1892